# Radu II de Valaquia
Radu II de Valaquia, llamado el Cabeza Hueca (en rumano: Radu II Praznaglava, en búlgaro: Раду II Празнаглава; ¿?-1431) fue príncipe (o vaivoda) de Valaquia por cuatro veces entre 1421 y 1427. El efímero reinado de Radu, sólido solo en el período de 1424 y 1426 gracias al apoyo garantizado por el Imperio otomano, fue constantemente desmantelado por el trabajo de su rival Dan II.

## Biografía
Hijo bastardo de Mircea I el Viejo, Radu «Cabeza Hueca» (en búlgaro: Praznaglava) sucedió formalmente a su hermano mayor Miguel I cuando fue derrotado y asesinado por los otomanos en agosto de 1420. En realidad, el trono de Radu II fue inmediatamente desafiado por su primo Dan II, heredero de Dan I de Valaquia, hermano mayor de Mircea I.
Derrotado por Dan II, Radu II negoció un acuerdo con el sultán Murad II.
Por dos veces, en 1421 y 1423, Radu II parecía capaz de recuperar el trono, pero fue derrotado por Dan II, luego celebrado por la historiografía rumana como un hábil estratega. En 1424, respaldado por los otomanos, Radu logró conquistar el trono y lo mantuvo durante dos años, mientras que el Imperio otomano anexó el territorio valaco de Dobruja como recompensa por la ayuda brindada.
En 1425, Dan II se alió con el Reino de Hungría, gobernado por el emperador Segismundo de Luxemburgo. En coordinación con el protector del Banato, el noble italiano Filippo de Ozora (en rumano: Pippo Spano), señor de Orșova, con quien militaba entonces el noble rumano Juan Hunyadi, Dan II lanzó un decidido ataque contra las fuerzas otomanas aliadas con Radu II. Respaldado por mercenarios italianos y los búlgaros del príncipe rebelde Fruzhin, heredero del zar Iván Shishman de Bulgaria, Dan II derrotó a los otomanos: Valaquia volvió a sus manos, mientras que Fruzhin recibió un señorío en Lippa (1426).
En 1427 Radu II fue nuevamente atacado por Dan II y derrotado definitivamente.
Murió cuatro años después, en 1431.